# DS Magazine
Pour les articles homonymes, voir DS.
DS Magazine (De Société) est un magazine mensuel français de presse féminine, disparu en juillet 2009. Il entendait traiter non seulement des sujets habituels dans un magazine féminin haut de gamme (mode) mais aussi de sujets de société, sous la forme d'enquêtes et de reportages photos. 
DS Magazine fut lancé en 1997 par la journaliste Tina Kieffer et Jean-Yves Le Fur  et fut dirigée de 2002 à 2005 par la journaliste Corinne Lellouche. 